# Castello di Montoggio
Il castello di Montoggio, posto a guardia dell'alta valle Scrivia, divenne proprietà dei Fieschi, una delle più influenti famiglie genovesi, che ne fecero una loro roccaforte soprattutto nel XV e XVI secolo.
Resta legato soprattutto alle vicende della congiura di Gianluigi Fieschi del 1547 e alla sua drammatica conclusione; in tali circostanze venne infatti completamente distrutto. Oggidì di esso restano soltanto alcune rovine coperte dalla vegetazione, visibili su una collina situata poco distante dal centro di Montoggio, nella città metropolitana di Genova.

## Il castello dei Fieschi nel XVI secolo

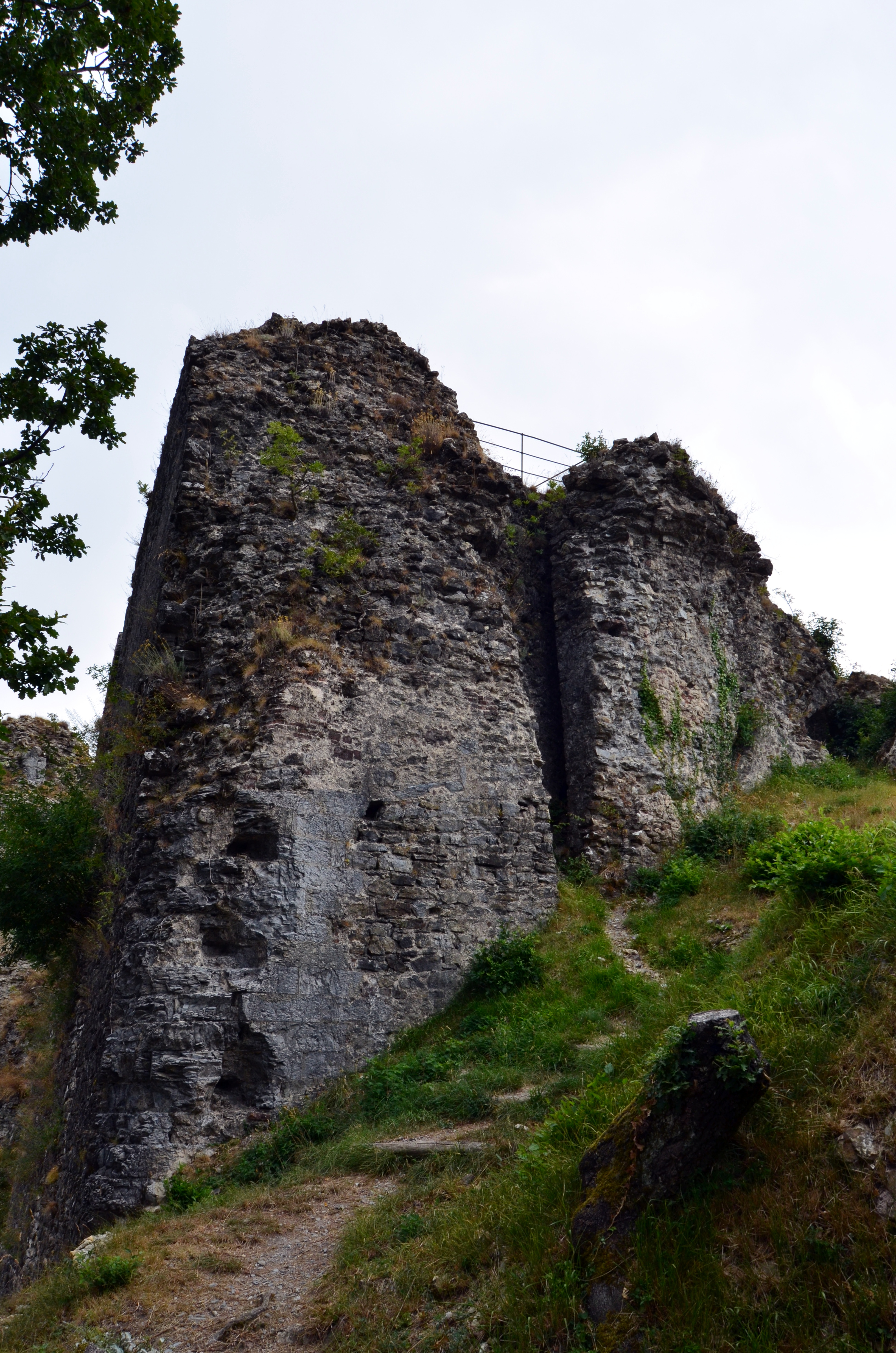
Particolare della struttura

Il castello venne ulteriormente fortificato verso la metà del XVI secolo per essere adattato a resistere alle nuove armi da fuoco. Venne però totalmente demolito con gli esplosivi a seguito della conclusione della vicenda di Gian Luigi Fieschi nel 1547.
Per fornirne una ricostruzione in via ipotetica, essendo attualmente sempre ridotto a una spianata di macerie coperte dalle vegetazione, è possibile ricavarne un risultato soddisfacente dai dati d'archivio.
Nel XVI secolo l'ingresso era posto a ponente ed era costituito da una fortificazione a parte, di pianta quadrata, ben difesa e munita. Questo ingresso a torrione immetteva in un ampio cortile, in pratica una vasta piazza rettangolare di circa 70 metri per 25, al cui limite opposto stava il nucleo interno del castello.
Il cortile, stretto e lungo, era delimitato da due spessi muri di cinta, coperti da una merlatura, e nei quali si aprivano numerose feritoie. Questi muri, correnti per i lati lunghi del cortile, congiungevano due angoli dell'ingresso a torrione con la parte ancora più fortificata della residenza. Le difese di questa piazza recintata erano anche naturali, con il precipizio che la delimitava oltre le sue mira sul lato a meridione, e a settentrione era protetto dal ripido versante del rilievo in salita.
Procedendo verso la parte più interna - dalla piazza, costituita come piazza d'armi, che conduceva a quella che era la parte abitata dai signori - si passava in direzione di levante un ulteriore e profondo fossato che proteggeva il cuore del fortilizio.
Il corpo principale del castello era composto da un unico blocco, una grande e massiccia costruzione quadrata di circa 40 metri di lato, munita agli angoli da quattro torrioni circolari aggettanti all'esterno e verso l'interno. Questi torrioni avevano un'ulteriore prosecuzione in torrette a pianta quadrata. Per la parte basamentale possono richiamare nelle forme l'unico torrione posto nel vicino castello di Savignone.

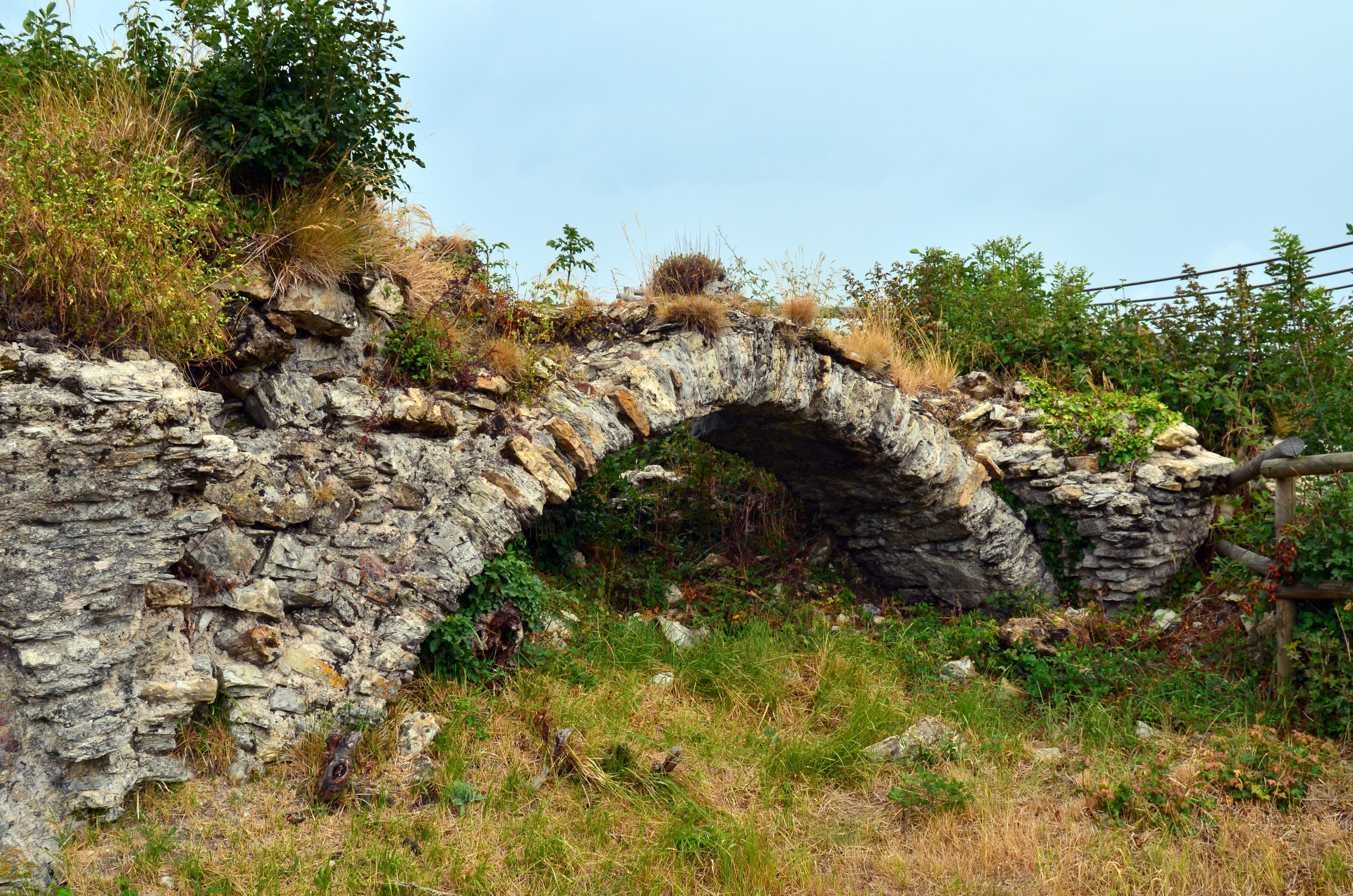
Altro particolare

La tipologia, in Montoggio ben più rafforzata, costituiva uno degli esempi di adattamento alle nuove armi da fuoco, seguendo le recenti sperimentazioni che in Genova si erano potute vedere con le fortezze di Castelletto e della Briglia. Si trattava di una torre che sta trasformandosi in bastione, ma che non è ancora il bastione triangolare, in Genova realizzato per la prima volta dai bastioni delle Mura delle Cappuccine progettati da Giovanni Maria Olgiati.
Le torrette a pianta quadrata che su di essi si innestavano, come è possibile desumere dai disegni d'epoca, erano di fatto troppo esili e alte, e potevano anche essere considerate un controsenso per la loro scarsa resistenza ai cannoni, a meno che la protezione della parte basilare su cui si innestavano le avesse poste fuori tiro. Difficile ripercorrere una ricostruzione storica di queste torrette dato che quanto rimane è relativo alle sole parti circolari di base.
Questo corpo centrale era stato progressivamente trasformato in un complesso architettonico molto articolato, con camminamenti, sotterranei, casematte, spalti, feritoie, caditoie, etc..
Al centro era il mastio circolare, con l'abitazione della famiglia, e pure quest'ultimo elemento, stando ai disegni, parrebbe assottigliarsi sempre più nelle parti alte. Tuttavia le sue strutture in alzato sono scomparse totalmente nella demolizione per cui dal punto di vista della composizione delle sue mura poco si può dire.

## Assedio e distruzione del castello nel 1547

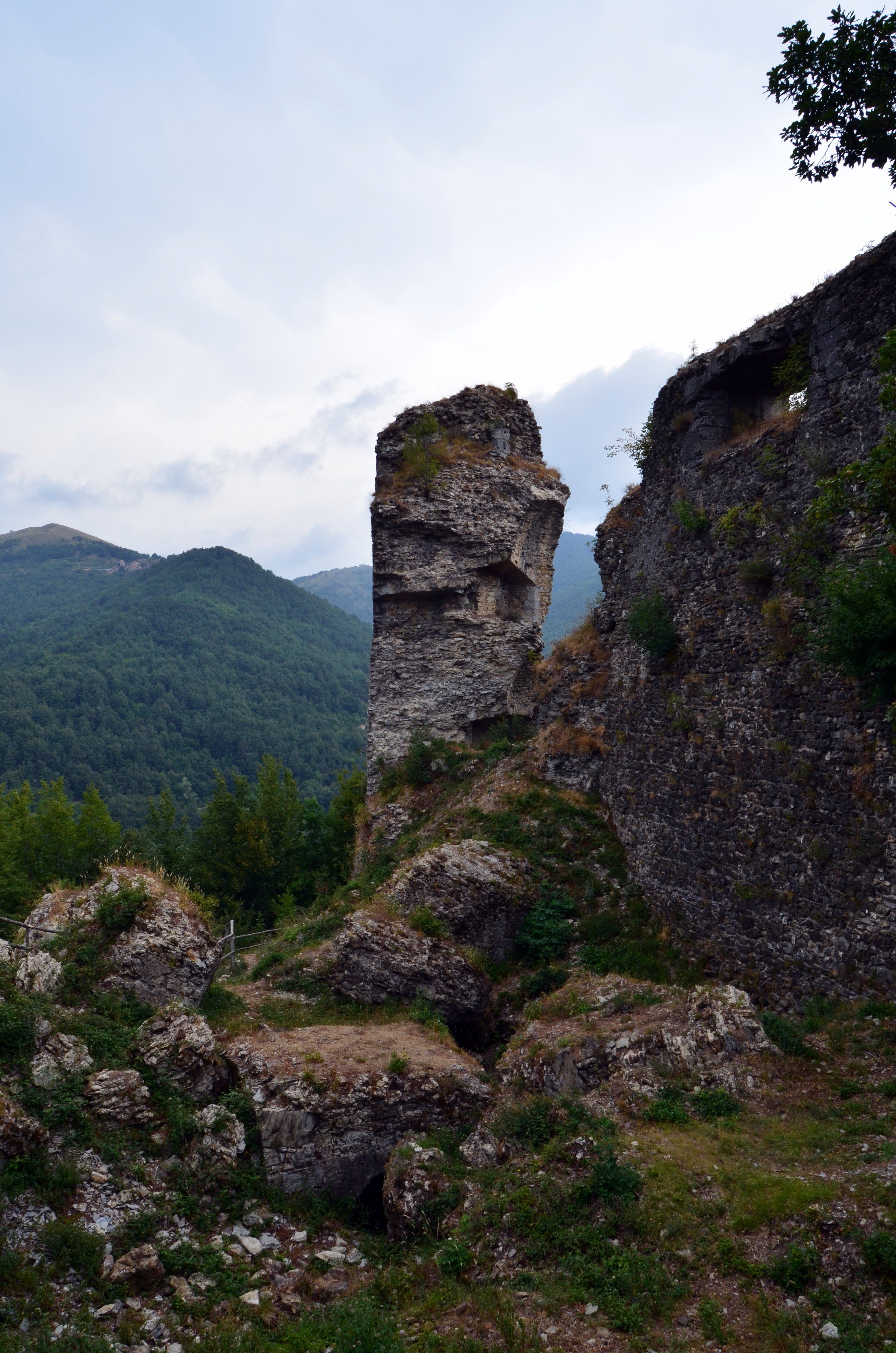

Gerolamo Fieschi, dopo il fallimento del colpo di Stato, si  asserragliò nel castello di Montoggio. L'edificio, in vista di eventuali rovesci, era stato fortificato in maniera tale da resistere a qualsiasi assedio nel luglio 1546 da Gianluigi Fieschi, il quale compì queste opere in previsione della sua azione. Le mura erano state allargate sino a 15 piedi, gli spalti modificati con la pendenza a scarpa, aggiunti nuovi bastioni minori e altre difese e riparati i punti deboli. Al castello, dove era asserragliato Gerolamo, arrivarono in suo aiuto altri due congiurati di Gianluigi, Giovanni Battista Verrina e Vincenzo Calcagno, provenienti dalla Francia, dove si erano rifugiati nel momento in cui la morte accidentale di Gianluigi aveva fatto fallire la rivolta. In Francia avevano preso nuovi contatti e contavano su promesse d'aiuto, benché vaghe, da parte del re transalpino. Altre promesse d'aiuto, ma ancor più vaghe una volta vista l’inconsistenza del tentativo, venivano dai Farnese di Piacenza.
Fu inviato ad espugnare il castello Agostino Spinola con un esercito genovese. Una prima intimazione da parte dei commissari della Repubblica di Genova di deporre le armi fu respinta da Gerolamo Fieschi. Rifiutata fu ancora una seconda proposta del Senato, portata da Paolo Panza, di cedere il castello su compenso di 50.000 scudi d'oro. Contando sul possibile aiuto francese - o per lo meno dalla parte filo-francese - il nobile Fieschi rifiutò di cedere la fortezza, decidendo di resistere al nemico. L'11 marzo arrivavarono da Genova 200 fanti della Repubblica, che scortavano a Montoggio il condottiero Antonio Doria e Giovanni Maria Olgiati, il famoso architetto militare milanese, già progettista nei primi anni trenta del XVI secolo delle nuove mura di Genova volute da Andrea Doria e poi sempre ricorrente prestito di Ferrante I Gonzaga dacché il Doria era passato dalla parte della Spagna. L'Olgiati, che in quell'anno progettava anche le nuove mura di Milano, a Montoggio doveva scegliere i luoghi migliori dove piazzare le artiglierie in modo che i loro tiri avessero maggior effetto sulla fortezza. Egli individuò il luogo nel punto della "Costa Rotta" sopra Granara, a circa 1000 m di distanza dal castello e alla stessa altezza. Il 26 marzo una lettera del governo della Repubblica informava che l'accerchiamento della fortezza era in atto da giorni.
Si aprì la battaglia, ma la resistenza prolungò le operazioni, che proseguirono da marzo ad aprile. Agostino Spinola disponeva ai primi d'aprile di circa 2000 armati, in gran parte della Corsica, e di molte artiglierie, che collocò sul rialzo di Costa Rotta in località Granara, abitato a nord del castello. Iniziò subito il martellamento delle bocche da fuoco. Dopo 40 giorni in cui si spararono oltre 10.000 colpi di cannone, le milizie della Repubblica non solo non erano riuscite ad espugnare il castello, ma avevano subito significative perdite. A rifornire di viveri ed armi Girolamo Fieschi fu il duca di Parma Pier Luigi Farnese; in seguito poté contare ancora sui rifornimenti provenienti dai suoi feudi fliscani che, anche grazie ai presidi da lui posti nei castelli di Cariseto nel piacentino e di Varese Ligure (La Spezia), riuscirono ancora sporadicamente ad introdurre nel castello viveri ed occorrente. Il maltempo fermò per un breve momento l'attacco, che poco dopo riprese. Lo Spinola mobilitò per le sue operazioni tutti gli abitanti della zona di età compresa fra i 17 e i 70 anni, fece espugnare in contemporanea i due castelli del Fieschi, ricevendo poi ancora dalla Signoria nuovi rinforzi di truppe di corsi; il duca di Firenze, sollecitato da Andrea Doria, gli inviò nuovi bombardieri e molti fanti, mentre l'ambasciatore Ferrante I Gonzaga viveri, munizioni e 400 archibugieri. L'8 maggio furono trasportati 40 altri pezzi d'artiglieria, attraverso la strada dei Giovi, preferita a quella più corta ma troppo ripida di Creto. Sistemati questi, si aprì ancora una volta il fuoco contro il castello sotto la direzione di Filippo Doria. Agostino Spinola decise allora di disporre le artiglierie, per comando del Doria, su un dorso meno alto, quello di Omleto, e il 10 maggio infine intimò la ripresa dell'offensiva. Il tiro delle sue bocche da fuoco iniziò allora a demolire le mura. La battaglia riprese ancora più violenta, con altri attacchi, ma ciononostante il castello riuscì a resistere.

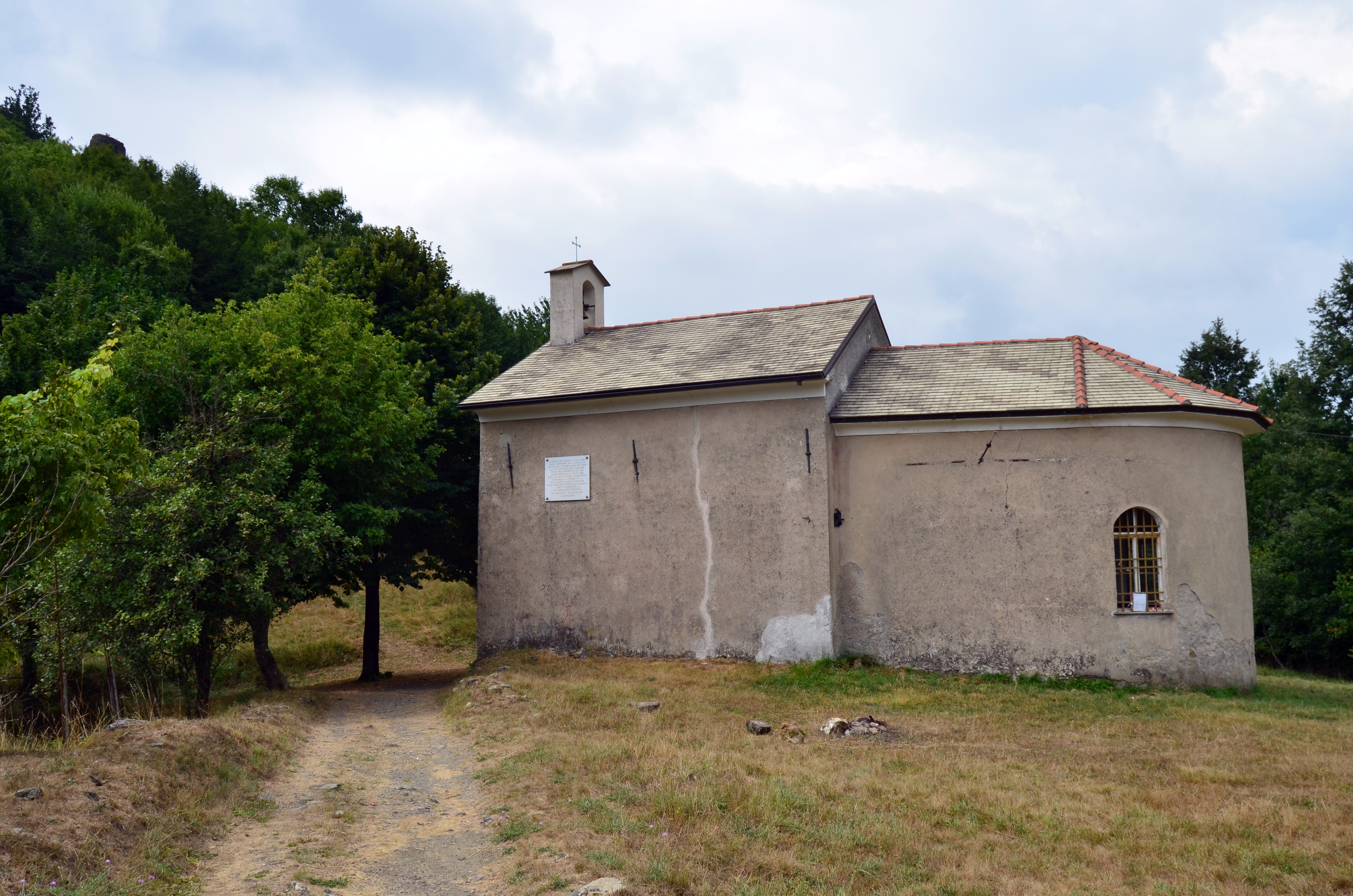
La cappella di San Rocco, ai piedi del castello di Montoggio

Furono infine la mancanza di viveri e lo sbandamento dei 30 miliziani stranieri al soldo del Fieschi che fecero crollare la resistenza. Gli sfiniti mercenari del Fieschi erano in procinto di sollevarsi per la mancanza della paga, le speranze negli aiuti dalla Francia sollecitati da Ottobuono Fieschi stavano crollando, ed in proposito venne diffusa la falsa notizia, tramite un soldato, stando alla quale Ottobono Fieschi comunicava che il re di Francia rifiutava di appoggiare i Fieschi. Girolamo Fieschi si risolse alla resa e il 6 giugno mandò Gerolamo Garaventa e Tommaso Assereto dallo Spinola per offrire la resa, a patto di aver salva la vita e gli averi. Il Doria però mantenne la linea dura e l'Assemblea del Senato, di conseguenza, rifiutò. Agostino Spinola rinnovò l'attacco, riaprendo il bombardamento ed avvicinando le bocche da fuoco; i miliziani mercenari del Fieschi chiesero di uscire, ma il Fieschi rifiutò: i miliziani allora si ammutinarono e la mattina dell'11 giugno si impadronirono del torrione devastato dall'artiglieria e fecero entrare un primo gruppo di militi genovesi; fu una compagnia di fanti dello Spinola che entrò immediatamente, condotta dal capitano Sebastiano Lercari, e ad esse venne dietro il resto della truppa.
Gerolamo Fieschi e gli ultimi suoi fedeli difensori della rocca furono costretti ad arrendersi. Era l'11 giugno 1547: vennero scannati sul posto Vincenzo Calcagno, Gerolamo Manara ed altri due fedeli dei Fieschi. Gerolamo Fieschi fu preso prigioniero assieme al Verrina e ad altri. Seguì un breve processo, il 12 luglio, all'alba, nella cappella di San Rocco ai piedi del castello. Il Fieschi e i suoi fedeli assistettero alla loro ultima messa. Poi subirono la condanna a morte ed alcuni la galera o l'esilio. A Montoggio vennero decapitati Gerolamo Fieschi e Giovanni Battista Verrina; Desiderio Cangialanza fu invece impiccato. Il Senato ordinò la demolizione del castello con decreto dell'11 giugno. Esso venne minato in agosto e fatto saltare in aria in settembre, ma la sua struttura era tale - e lo spessore delle muraglie così grandioso - che gli artificieri dovettero lavorare altri due anni per completare l'opera e ridurre il complesso fortilizio allo stato attuale.

## La sistemazione delle bocche da fuoco

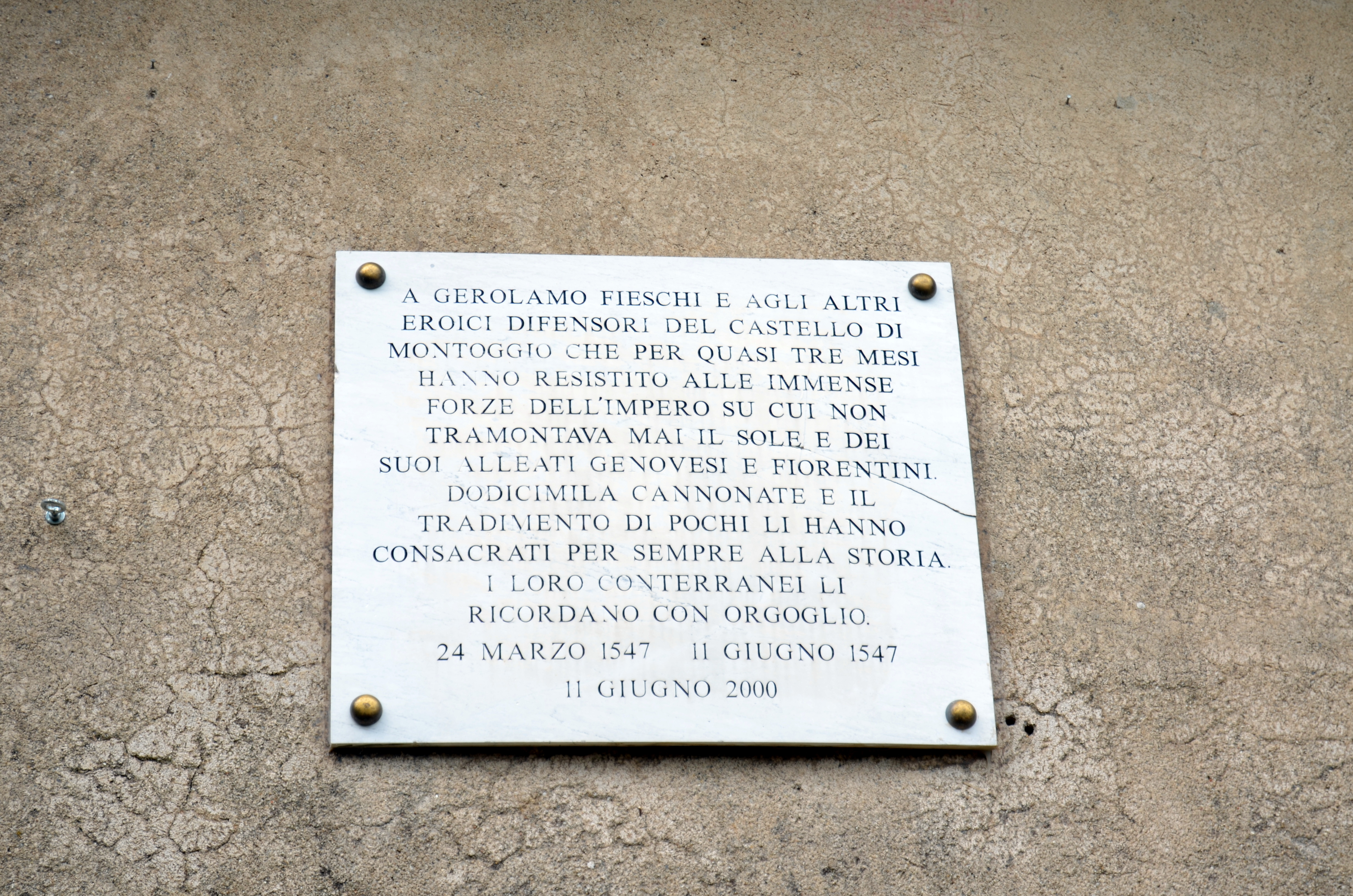
Targa presso la cappella di San Rocco dove trovarono la morte Gerolamo Fieschi e Giovanni Battista Verrina

Sotto Sinibaldo Fieschi (futuro papa Innocenzo IV) - prima ancora che sotto suo figlio Gianluigi - il castello aveva a disposizione una serie di armi da fuoco, di cui resta testimonianza peraltro solo negli archivi di famiglia.
È possibile ricostruire lo stato di fortificazione in cui il castello era stato lasciato da Sinibaldo Fieschi nei primi decenni del Cinquecento.
Lungo i lati esterni posti a meridione e a levante, trovandosi a perpendicolo sopra il precipizio e pertanto inespugnabili per le artiglierie di allora, i relativi due torrioni angolari che guardavano a meridione non erano muniti di artiglierie.
Forti artiglierie erano invece situate nei due torrioni a nord: di essi quello posto verso la cisterna di San Rocco aveva quattro piccoli cannoni, detti smerigi, e quattro grossi archibugi; l'altro torrione verso il bosco aveva quattro pezzi grossi d'artiglieria, detti sagri, dodici smerigi, una piccola bombarda, sedici archibugi di metallo o archibusioni, necessari a bloccare il nemico che attaccava da ponente.
Ancora più armato era il corridoio interno posto dietro al bastione di ponente che, posto oltre il fossato, dominava la piazza d'armi. Qui si trovavano un grosso cannone, un cannone cultato, una colubrina e una mezza colubrina.
Il quadrilatero fortificato era pertanto fornito di artiglieria sui due lati di ponente e di tramontana. Il deposito delle armi era situato nel fondo della sala interna, ovvero nella parte abitativa, dove si trovavano venticinque archibusi, sette schioppetti, cinque smerigioni, quarantasette balestre da banco.
In totale, quattro sagri, ventuno smerigi, una bombarda, quarantacinque archibugi, sei cannoni, una colubrina, una mezza colubrina, sette schioppetti, quarantasette balestre, oltre agli accessori (caricatori, incudini, fucine, mortai e le armi bianche).
Circa due decenni dopo, il castello, ulteriormente fortificato dal figlio di Sinibaldo, Gianluigi, fu teatro dell'ultima resistenza dei congiurati del 1547, terminata nel settembre di quell'anno con la totale distruzione del manufatto architettonico.